# Oakland (Missisipi)
Oakland – miasto w Stanach Zjednoczonych, w stanie Missisipi, w hrabstwie Yalobusha.